# سیارک ۶۶۰

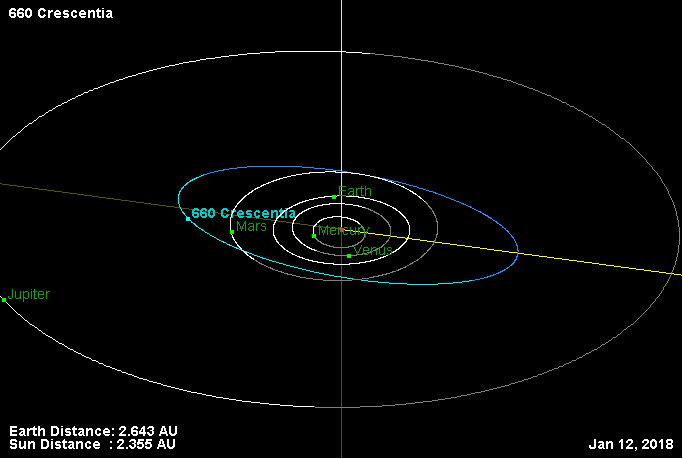
نمایی از محل قرارگیری سیارک ۶۶۰ در مدار – ۲۰۱۸

سیارک ۶۶۰ (به انگلیسی: 660 Crescentia، نامگذاری:1908CC) ششصد و شصتمین سیارک کشف شده‌است که در ۸ ژانویه ۱۹۰۸ کشف شد.
قدر مطلق سیارک برابر ۹٫۱۴ است.